# 山本清渓

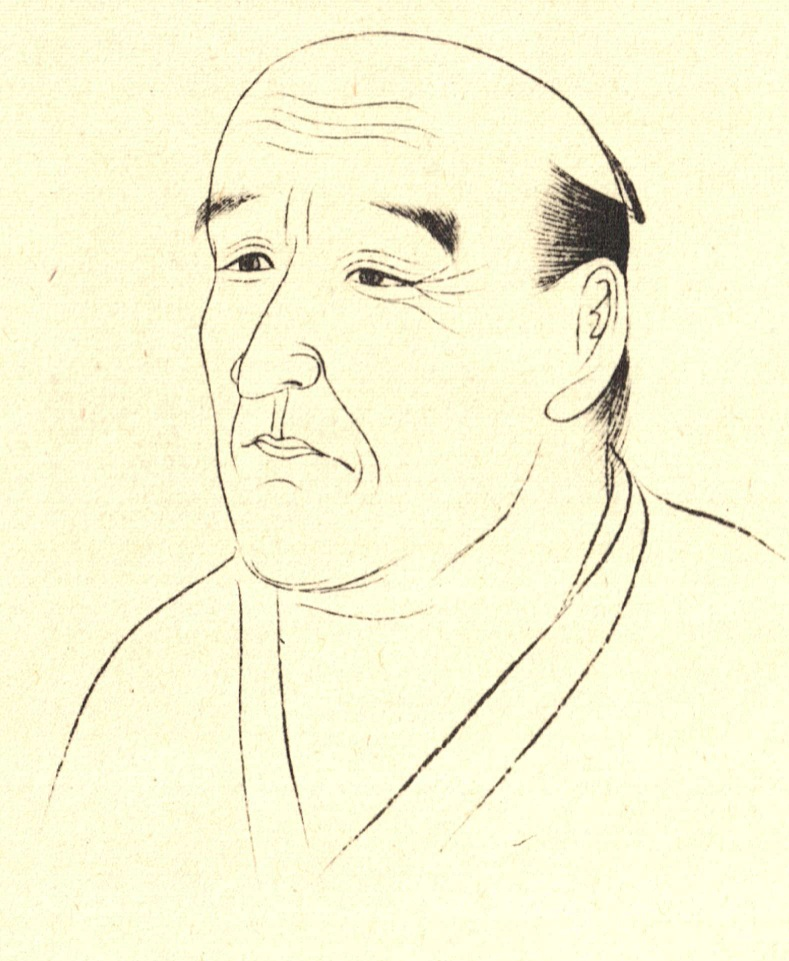
画･初代広重の写生帖より

山本 清渓（やまもと せいけい、宝暦4年（1754年） - 文政6年9月14日（1823年10月17日））は、江戸時代中期の国学者。名は正臣、字は欽若、清渓と号する。代々、大炊御門家に仕える家柄であった。従四位下に叙され近江守に任ぜらる。

## 概略
京都に生まれる。幼い頃から学問にこころざし、歴代の制度に詳しく、和歌を善くする。巖垣龍渓の門に学び香川景柄と親交があった。晩年は江戸に住み、文政6年（1823年）9月14日に没する。享年70。下谷の蓮華寺（豊島区駒込に移転）に葬られた。

## 著書･編著
- 『源語図鈔』12巻
- 『三十六歌仙図鈔』
- 『清渓遺稿』6巻
- 『清渓集』4巻
- 『制度通補遺』20巻
- 『摂家次第』
- 『増補元明史略』4巻
- 『八省考』
- 『百官職掌便覧』2巻